# ライニアー・デ・リダー
ライニアー・デ・リダー（Reinier De Ridder、1990年9月7日 - ）は、オランダの男性総合格闘家。北ブラバント州ブレダ出身。コンバット・ブラザーズ所属。元ONE世界ミドル級王者。元ONE世界ライトヘビー級王者。ONE史上4人目の二階級制覇王者。UFC世界ミドル級ランキング5位。

## 来歴
5歳から柔道を経験し、その後は柔道と並行してブラジリアン柔術を始める。2016年と2017年のヨーロッパ柔術選手権で銀メダルを獲得している。

### 総合格闘技
2013年、プロ総合格闘技デビュー。ヨーロッパの団体を主戦場に9戦全勝の戦績を残す。

### ONE Championship
2019年1月25日、ONE初参戦となったONE Championship: Hero's Ascentでロン・ファンと対戦し、ダースチョークで1R一本勝ち。

#### ONE世界ミドル級王座獲得
2020年10月30日、ONE Championship: Inside the MatrixのONE世界ミドル級タイトルマッチで王者アウンラ・ンサンに挑戦し、リアネイキドチョークで1R一本勝ち。王座獲得に成功した。

#### ONE世界ライトヘビー級王座獲得・二階級制覇
2021年4月28日、ONE on TNT 4のONE世界ライトヘビー級タイトルマッチで大会5日前のオファーを受けて一階級上のライトヘビー級王者アウンラ・ンサンと再戦し、3-0の5R判定勝ち。ミドル級に続いてライトヘビー級の王座獲得に成功し、ONE史上4人目となる二階級制覇を達成した。
2022年2月25日、ONE Championship: Full CircleのONE世界ミドル級タイトルマッチでONE世界ウェルター級王者キャムラン・アバゾフと対戦。終始グラウンドで圧倒し、3Rに肩固めで一本勝ち。王座の初防衛に成功した。
2022年7月22日、ONE Championship 159のONE世界ミドル級タイトルマッチでビタリー・ビグタシュと対戦し、逆三角絞めで1R一本勝ち。2度目の王座防衛に成功した。

#### ライトヘビー級王座陥落
2022年12月3日、ONE on Prime Video 5のONE世界ライトヘビー級タイトルマッチでONE世界ヘビー級暫定王者アナトリー・マリキンと対戦し、右フックでダウンを奪われパウンドで1RKO負け。ライトヘビー級王座から陥落し、キャリア17戦目で初黒星を喫した。

#### サブミッション・グラップリングルール挑戦
2023年5月6日、ONE Fight Night 10: Johnson vs. Moraes 3でタイ・ルオトロとプロとしては初めてサブミッション・グラップリングで対戦し、0-3の判定負けを喫した。

#### ミドル級王座陥落
2024年3月1日、OME 166: QatarのONE世界ミドル級タイトルマッチでONE世界ヘビー級・ライトヘビー級王者アナトリー・マリキンと再戦し、デ・リダーが棄権したため3RTKO負け。ミドル級王座から陥落した。

#### UFC
2024年9月24日、UFCと契約した事を発表。

## 戦績
| 総合格闘技 戦績 | 総合格闘技 戦績 | 総合格闘技 戦績 | 総合格闘技 戦績 | 総合格闘技 戦績 | 総合格闘技 戦績 | 総合格闘技 戦績 |
| --------------- | --------------- | --------------- | --------------- | --------------- | --------------- | --------------- |
| 23 試合         | (T)KO           | 一本            | 判定            | その他          | 引き分け        | 無効試合        |
| 21 勝           | 5               | 13              | 3               | 0               | 0               | 0               |
| 2 敗            | 2               | 0               | 0               | 0               | 0               | 0               |

| 勝敗 | 対戦相手                     | 試合結果                           | 大会名                                                                               | 開催年月日     |
|      | アンソニー・ヘルナンデス     |                                    | UFC Fight Night: de Ridder vs. Hernandez                                             | 2025年10月18日 |
| ○    | ロバート・ウィテカー         | 5分5R終了 判定2-1                  | UFC on ABC 9: Whittaker vs. de Ridder                                                | 2025年7月26日  |
| ○    | ボー・ニッカル               | 2R 1:53 TKO（ボディへの左膝蹴り）  | UFC on ESPN 67: Sandhagen vs. Figueiredo                                             | 2025年5月3日   |
| ○    | ケビン・ホランド             | 1R 3:31 リアネイキドチョーク       | UFC 311: Makhachev vs. Moicano                                                       | 2025年1月18日  |
| ○    | ジェラルド・マーシャート     | 3R 1:44 肩固め                     | UFC Fight Night: Magny vs. Prates                                                    | 2024年11月9日  |
| ○    | マゴメドムラド・カサエフ     | 1R 2:24 TKO（パウンド）            | UAE Warriors 51                                                                      | 2024年7月27日  |
| ×    | アナトリー・マリキン         | 3R 1:16 TKO（棄権）                | ONE 166: Qatar 【ONE世界ミドル級タイトルマッチ】                                     | 2024年3月1日   |
| ×    | アナトリー・マリキン         | 1R 4:37 KO（右フック→パウンド）    | ONE on Prime Video 5: de Ridder vs. Malykhin 【ONE世界ライトヘビー級タイトルマッチ】 | 2022年12月3日  |
| ○    | ビタリー・ビグダシュ         | 1R 3:29 逆三角絞め                 | ONE Championship 159: De Ridder vs. Bigdash 【ONE世界ミドル級タイトルマッチ】        | 2022年7月22日  |
| ○    | キャムラン・アバゾフ         | 3R 0:57 肩固め                     | ONE Championship: Full Circle 【ONE世界ミドル級タイトルマッチ】                      | 2022年2月25日  |
| ○    | アウンラ・ンサン             | 5分5R終了 判定3-0                  | ONE on TNT 4 【ONE世界ライトヘビー級タイトルマッチ】                                 | 2021年4月28日  |
| ○    | アウンラ・ンサン             | 1R 3:26 リアネイキドチョーク       | ONE Championship: Inside the Matrix 【ONE世界ミドル級タイトルマッチ】                | 2020年10月30日 |
| ○    | レアンドロ・アタイデス       | 5分3R終了 判定3-0                  | ONE Championship: Warrior's Code                                                     | 2020年2月7日   |
| ○    | ギルバート・ガウヴァオ       | 2R 0:57 KO（グラウンドの左膝蹴り） | ONE Championship: Legendary Quest                                                    | 2019年6月15日  |
| ○    | ロン・ファン                 | 1R 1:15 ダースチョーク             | ONE Championship: Hero's Ascent                                                      | 2019年1月25日  |
| ○    | ウォーレン・アリソン         | 1R 2:00 リアネイキドチョーク       | EFC 67                                                                               | 2018年3月10日  |
| ○    | ショータ・ヴァザリア         | 1R 3:55 リアネイキドチョーク       | Hit Fighting Championship 4 【HITミドル級タイトルマッチ】                            | 2017年10月21日 |
| ○    | ジャウアド・イカン           | 1R 腕ひしぎ十字固め                | World Fighting League MMA                                                            | 2017年5月27日  |
| ○    | ラミン・タルビ               | 3R 0:41 リアネイキドチョーク       | 360 Promotion: Volition 【360ミドル級王座決定戦】                                    | 2017年4月8日   |
| ○    | マルクス・プロデック         | 2R 0:51 リアネイキドチョーク       | Superior FC 16                                                                       | 2017年3月11日  |
| ○    | アレクサンダー・ハインリッチ | 1R 4:52 TKO（スタンドパンチ連打）  | Superior FC 15                                                                       | 2016年10月29日 |
| ○    | ミカエリス・エフストレシウー | 1R 1:32 肩固め                     | Superior FC 14                                                                       | 2016年5月21日  |
| ○    | ルネ・ホッペ                 | 2R 1:54 腕ひしぎ十字固め           | Rostocker & Benefiz Fight Night                                                      | 2015年10月10日 |
| ○    | マルコ・ウエスト             | 1R 4:09 三角絞め                   | GFC 2                                                                                | 2013年6月1日   |

## 獲得タイトル

### 総合格闘技
- 第3代ONE世界ライトヘビー級王座（2021年）
- 第4代ONE世界ミドル級王座（2020年）
- HITミドル級王座（2017年）
- 360ミドル級王座（2017年）

### グラップリング
- ヨーロッパ柔術選手権 青帯部門 銀メダル（2016年）
- ヨーロッパ柔術選手権 青帯部門 銀メダル（2017年）
- アブダビワールドプロ 青帯部門 優勝

## 表彰
- ONE サブミッション・オブ・ザ・ナイト（1回）
- ONE ファイト・オブ・ザ・ナイト（1回）